# パーソン・オブ・ザ・イヤー
パーソン・オブ・ザ・イヤー（英語: Person of the Year）または今年の人は、アメリカ合衆国のニュース雑誌「タイム」の編集部が年1回年末、その年の「良くも悪くもその年の出来事に最も影響を与えた」人物（またはグループ、物など）を特集し、そのプロフィールを掲載するものである。その号の表紙には、パーソン・オブ・ザ・イヤーの肖像が掲げられる。

## 概説

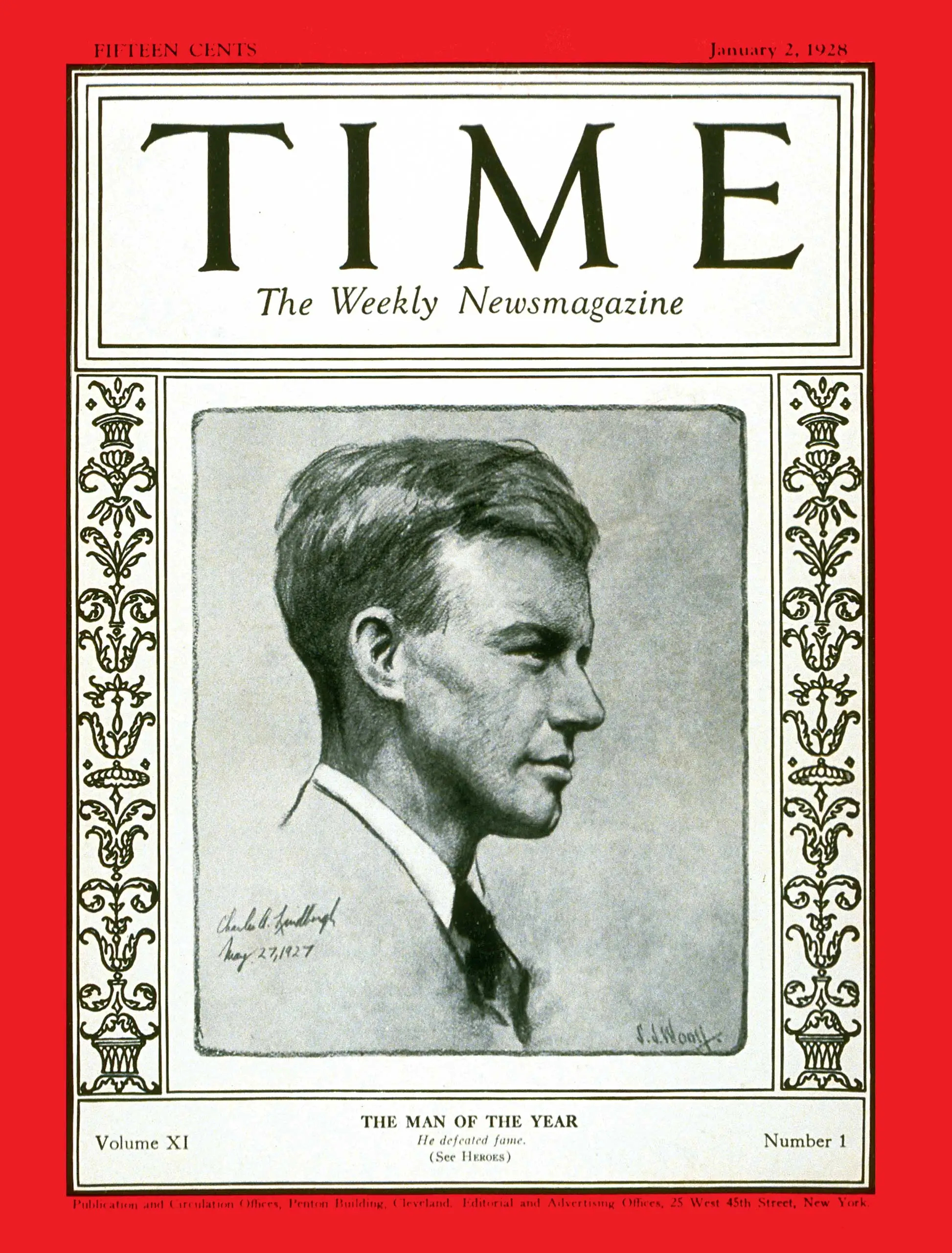
1927年の初代「マン・オブ・ザ・イヤー」に選ばれたチャールズ・リンドバーグ

1927年に始まったもので「タイム」誌の編集者がその年のニュースメーカーを考察している。またこれはその年に初の単独大西洋横断飛行を達成したチャールズ・リンドバーグをまだ表紙に登場させていなかったため、それをカバーするという目的もあった。
当初は「マン・オブ・ザ・イヤー（Man of the Year）」と称しており、女性が選ばれたときに「ウーマン・オブ・ザ・イヤー（Woman of the Year）」としていた。男性だけでなく女性も対象であるため、1999年に「パーソン・オブ・ザ・イヤー」へ改名された。以降の説明中、「パーソン・オブ・ザ・イヤー」には、「マン・オブ・ザ・イヤー」やその他の名称によるものも含む。

## 選出された人物

### アメリカ大統領
1927年以降に在任したアメリカ合衆国大統領は、そのほとんどがパーソン・オブ・ザ・イヤーに選ばれている。例外は、カルビン・クーリッジ、ハーバート・フーヴァー、ジェラルド・R・フォードの3人のみである。
ほとんどは、選出された年または在職中にパーソン・オブ・ザ・イヤーに選ばれている。大統領選出前にパーソン・オブ・ザ・イヤーとなったのはドワイト・D・アイゼンハワー（1944年）が唯一である。アイゼンハワーは在任中の1959年に再び選出された。
フランクリン・D・ルーズベルトは、1932年に次期大統領としてパーソン・オブ・ザ・イヤーに選出され、在任中の1934年と1941年にも選出された。3回パーソン・オブ・ザ・イヤーとなったのは、（米大統領以外を含めても）ルーズベルトが唯一である。

### 欧米出身者以外
1930年にインドのマハトマ・ガンディーがアジア出身者として、1935年にエチオピアのハイレ・セラシエ1世がアフリカ出身者として初めて選ばれた。中国の鄧小平は欧米出身者以外で唯一2回（1978年、1985年）選ばれている。

### 女性
「パーソン・オブ・ザ・イヤー」となる1999年よりも前に、3人の女性が「ウーマン・オブ・ザ・イヤー」に選出された。ウォリス・シンプソン（1936年）、エリザベス2世女王（1952年）、コラソン・アキノ（1986年）である。また、1937年は蔣介石とともに妻の宋美齢が選出され、「マン・アンド・ワイフ・オブ・ザ・イヤー(Man and Wife of the Year)」と称された。
1975年には、「アメリカの女性」が「ウーマン・オブ・ザ・イヤー」に選出された。他に、「ハンガリーの自由の戦士」（1956年）、「米国の科学者」（1960年）、「25歳以下の人々」（1966年）、「アメリカの中産階級」（1969年）などは、対象者に女性も含まれる。これらのうち、1956年と1966年の両版では「マン・オブ・ザ・イヤー」のままだったが、男性の後ろに立つ女性を特集した1960年の「米国の科学者」では「メン・オブ・ザ・イヤー(Men of the Year)」となり、1969年の「アメリカの中産階級」では、表紙は男性のみだったが、「マン・アンド・ウーマン・オブ・ザ・イヤー(Man and Woman of the Year)」とした。
1999年には「パーソン・オブ・ザ・イヤー」に改称された。
2020年、国際女性デーを記念して、『タイム』誌の編集者が、過去100年のパーソン・オブ・ザ・イヤーのうち、女性が選ばれた11件以外の89件を女性に置き換えた「100人のウーマン・オブ・ザ・イヤー」を発表し、1995年に緒方貞子が日本人で唯一選ばれた。

### 集団と人間以外

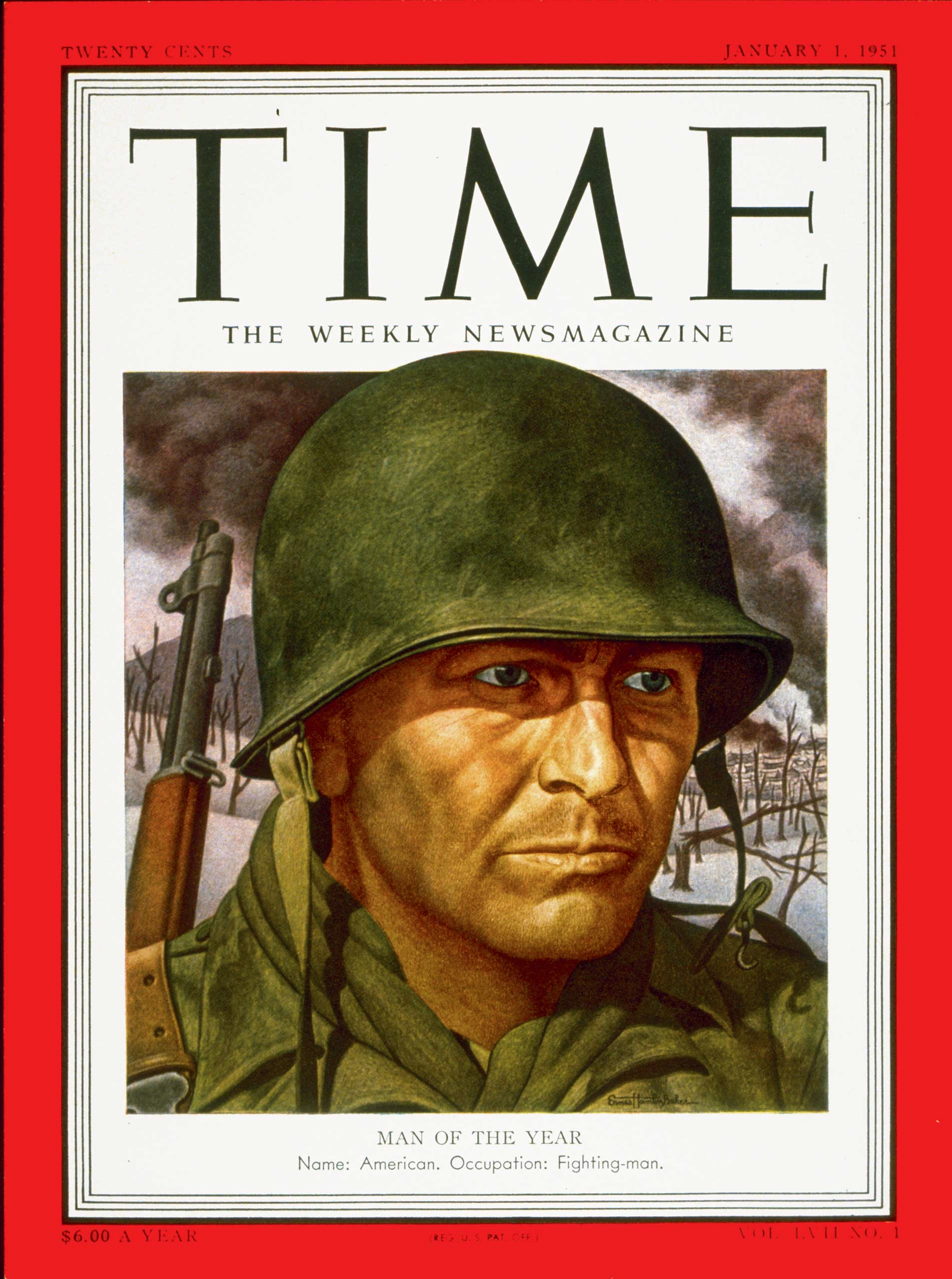
1950年の「アメリカ兵（The American Fighting-Man）」

その名前に反して、個人だけに与えられているわけではない。夫婦や政敵などのペアや、集団、無生物などもパーソン・オブ・ザ・イヤーに選ばれている。
なお、集団が選出された場合でも、表紙や特集記事では、その集団に属する特定の人物が取り上げられる場合がある。それはその集団の代表として取り上げているものであり、その特定の人物（のみ）がパーソン・オブ・ザ・イヤーに選定されたという意味ではない。
名前を明示した複数の人物
- 蔣介石と宋美齢（1937年、中華民国軍事委員会委員長とその妻）
- ウィリアム・アンダース、フランク・ボーマン、ジム・ラヴェル（1968年、アポロ8号の乗組員）
- リチャード・ニクソンとヘンリー・キッシンジャー（1972年、米大統領と国家安全保障担当補佐官）
- ロナルド・レーガンとユーリ・アンドロポフ（1983年、冷戦下の米ソの首脳）
- イツハク・ラビン、ヤセル・アラファト、フレデリック・ウィレム・デクラーク、ネルソン・マンデラ（1993年、平和的交渉を行った政治的リーダー）
- ビル・クリントンとケン・スター（1998年、クリントン大統領弾劾の主要人物）
- シンシア・クーパー（英語版）、コリーン・ロウリー（英語版）、シェロン・ワトキンス（英語版）（2002年、内部告発者）
- ビル・ゲイツ、メリンダ・ゲイツ、ボノ（2005年、慈善活動家）
- ジョー・バイデン、カマラ・ハリス（2021年、アメリカ合衆国大統領と副大統領）

名前を明示しない集団
- アメリカの兵士（1950年、2003年）
- ハンガリーの自由の戦士（1956年）
- アメリカの科学者（1960年）
- 25歳以下の人々（1966年）
- アメリカの中産階級（1969年）
- アメリカの女性（1975年）
- あなた（2006年）
- 抗議する人（2011年）
- エボラと闘う人々（2014年）
- 沈黙を破った人たち（2017年）
- 守護者たち（2018年）

無生物
- コンピュータ（1982年、マシン・オブ・ザ・イヤー（Machine of the Year））
- 危機にある地球（1988年、プラネット・オブ・ザ・イヤー（Planet of the Year））

### 特別賞
1949年にはウィンストン・チャーチルが「マン・オブ・ザ・ハーフ・センチュリー（Man of the Half-Century、この半世紀の男）」に、1989年にはミハイル・ゴルバチョフが「マン・オブ・ザ・ディケード（Man of the Decade、この10年の男） 」に選出された。
1999年、20世紀における最も影響力のある人物100人の一覧「タイム100: 今世紀最も重要な人物」が掲載された。同年の12月31日号では、その中から「パーソン・オブ・ザ・センチュリー(Person of the Century、今世紀の人物)」としてアルベルト・アインシュタインが選ばれ、フランクリン・D・ルーズベルトとマハトマ・ガンジーが次点に選ばれた。

### 物議を醸した選出
この称号は、過去に多くの立派な人々が選ばれたということを以て、しばしば名誉とみなされ、「賞」であるように語られている。しかし『タイム』誌では、アドルフ・ヒトラー（1938年）、ヨシフ・スターリン（1939年、1942年）、ニキータ・フルシチョフ（1957年）、アヤトラ・ホメイニ（1979年）のような物議を醸した人物もこの称号を受けているという事実を示して、この称号は栄誉というわけではないと頻繁に書いている。
1979年にホメイニを「マン・オブ・ザ・イヤー」に選出したことで米国政府から反発を受けた結果、タイム社はそれ以来、売上や広告収入の減少を恐れて、米国で物議を醸している人物を選出することを避けてきた。
1999年の「パーソン・オブ・ザ・センチュリー」について、第二次世界大戦、ホロコースト、第二次エチオピア戦争の責任者であるアドルフ・ヒトラーとベニート・ムッソリーニの方が、政治への影響力で選出されるべきではないかという論争が起こった。これは、「良くも悪くも今世紀に最大の影響を与えた人物」という明確な基準に基づくものである。「パーソン・オブ・ザ・センチュリー」が掲載されたのと同じ号にて、エッセイストのナンシー・ギブスは"The Necessary Evil?"（必要悪?）という記事でこのトピックに取り組んだ。記事の中で彼女は、「ヒトラーとムッソリーニは、チンギス・ハン以前にまでさかのぼる、歴史上多く現れた残忍な人物の中で、最も新しいものである。唯一の違いは技術である。ヒトラーとムッソリーニはいずれも、現代の産業が完成させたあらゆる効率の良い兵器で冷笑的な大虐殺を行った」と述べ、「悪は強力な力であり、魅惑的な考えかもしれないが、それは天才・創造性・勇気あるいは寛大さよりも強力だろうか?」などの反語的な質問を提示した。
2001年9月11日のアメリカ同時多発テロ事件の直後に発表された2001年のパーソン・オブ・ザ・イヤーは、ニューヨーク市のルドルフ・ジュリアーニ市長が選ばれた。しかし、「その年の出来事に最も大きな影響を与えた個人またはグループを選ぶ」という明文化された選考ルールに基づけば、ウサーマ・ビン・ラーディンが選ばれる可能性が高かった。2001年のパーソン・オブ・ザ・イヤーを発表した号には、タイム誌がアヤトラ・ホメイニを選んだという以前の決定と、ヒトラーを「パーソン・オブ・ザ・センチュリー」とすることを1999年に拒否したことに言及した記事が掲載されていた。その記事は、ヒトラーがアインシュタインよりも有力な候補者であったのと同様に、ウサーマ・ビン・ラーディンがジュリアーニよりも有力な候補者であったことを暗示しているように見えた。
他に物議を醸したのは、2006年の「あなた」だった。これは、インターネット（ブログ、MySpace、YouTube、ウィキペディアなど）を利用して情報化時代を進めている人々（全員ではないにしても）を代表して、今この雑誌を読んでいる「あなた」をパーソン・オブ・ザ・イヤーに選出したというものだった。

### 取り消された選出
1941年にはディズニーのアニメ映画のキャラクター「ダンボ」がマーマル・オブ・ザ・イヤー(Mammal of the Year)として選出されており、正式な肖像画風の表紙が作成されていた。しかし、12月7日の真珠湾攻撃を受けて表紙はフランクリン・ルーズベルト米大統領に変更された。ルーズベルトは3回目の選出だった。なお、ダンボのマーマル・オブ・ザ・イヤーとしてのプロフィールは、同じ号の中程に掲載されている。
映画監督のマイケル・ムーアは、2004年のパーソン・オブ・ザ・イヤーは自分とメル・ギブソンだったはずだと主張している。この年に公開されたムーアの政治ドキュメンタリー『華氏911』は物議を醸したが、ドキュメンタリー映画としては史上最高の興行収入を記録した。同じ年に公開されたギブソンの監督作品『パッション』もまた、興行的に成功したが、大きな論争を巻き起こした。ムーアはインタビューで次のように語った。「2004年の（米大統領）選挙直後にタイム誌の編集者から電話がありました。彼は、『タイム誌があなたとメル・ギブソンをタイムのパーソン・オブ・ザ・イヤーに選んで、メルとマイクが右と左に表紙を飾ることになりました』と言っていました。『やってほしいことは、お互いにポーズをとって写真を撮って、一緒にインタビューを受けてもらうだけです。』私は『OK』と言いました。彼らはメルに電話して、彼も同意しました。彼らはLAで日時を決めてくれました。私はそこへ行くことになりました。彼はオーストラリアからやって来ました。彼が家に帰ったときに何かが起きて……。次の瞬間、メルが電話をかけてきて『俺はやらない』と言いました。『よく考えてみたが、それは正しいことではない。』と。それで彼ら（タイム誌）はブッシュを表紙にしたのです。」
2017年11月24日、ドナルド・トランプ米大統領はツイッターに、彼が拒否していたインタビューと写真撮影をすることと引き換えに、2度目のパーソン・オブ・ザ・イヤーに「おそらく」選出されるだろうと投稿した。タイム誌は、次点に挙げられたトランプとの間でそのような約束や条件を交わしたことを否定した。

### オンライン投票
『タイム』誌では、1998年からインターネットによるパーソン・オブ・ザ・イヤーの読者投票を受け付けている。ただし、このオンライン投票で多数を獲得した者がそのまま選出されるわけではなく、最終決定はそれまで通り『タイム』誌の編集者が行っている。
1998年に行われた第1回オンライン投票では、プロレスラーで活動家のミック・フォーリーと同性愛者であることを理由に殺害された大学生のマシュー・シェパードが上位を競い、最終的にミック・フォーリーが50%以上の組織票で1位を獲得した。タイム誌はこの組織票を無効とし、ビル・クリントンとケン・スターが選ばれたため、インターネット投票の勝者が選出されると勘違いしていたフォーリーのファンの怒りを買った。
同様に2001年には田代まさしが組織票（田代祭）で1位を獲得した が、投票結果は無効となり、翌年以降は投票フォームに人名を入力する方式から、あらかじめタイム誌がノミネートした人物の中から投票する方式に変更された。
2006年の投票では、ウゴ・チャベスがインターネット投票の35%の票を獲得したが、パーソン・オブ・ザ・イヤーには選ばれなかった。
2012年の投票では、4chanユーザーがインターネット投票に組織票を投じ、1位は金正恩、上位14名の最初の文字は「KJU GAS CHAMBERS」となっていた。「KJU」は金正恩の頭文字、「GAS CHAMBERS」はガス室のことである。
タイム誌は1998年以降オンライン投票を毎年実施しているが、同誌が誰を選ぶかは、投票ではなく編集者によって決定されると強調している。

## 歴代のパーソン・オブ・ザ・イヤー
名前の後の括弧書きは、複数回選出された場合のそれまでの選出回数を示す。

### 1927年から1950年まで
| 年     | 画像 | 対象                                                 | 生没年    | 備考 |
| ------ | ---- | ---------------------------------------------------- | --------- | --- |
| 1927年 |      | Charles Lindbergh チャールズ・リンドバーグ           | 1902–1974 | 初の単独大西洋横断飛行 |
| 1928年 |      | Walter Chrysler ウォルター・クライスラー             | 1875–1940 | クライスラー社の社長。1928年、クライスラーとダッジの合併を指揮した。 |
| 1929年 |      | Owen D. Young オーウェン・D・ヤング                  | 1874–1962 | 第一次世界大戦後のドイツの賠償金解決のためのプログラムであるヤング案を策定した委員会の委員長を務めた。 |
| 1930年 |      | Mahatma Gandhi マハトマ・ガンディー                  | 1869–1948 | インド独立運動の指導者 |
| 1931年 |      | Pierre Laval ピエール・ラヴァル                      | 1883–1945 | 1931年にフランス第三共和政の首相に選出された。ラヴァルは、第一次世界大戦の債務支払いを一時的に凍結するフーヴァーモラトリアムに反対したことで、当時のアメリカのマスコミの間で人気があった。                               |
| 1932年 |      | Franklin D. Roosevelt フランクリン・ルーズベルト     | 1882–1945 | 第32代アメリカ大統領当選者。1932年の大統領選挙で現職のハーバート・フーヴァーを破り、地滑り的な勝利を収めた。 |
| 1933年 |      | Hugh S.Johnson ヒュー・サミュエル・ジョンソン        | 1882–1942 | 1933年、ルーズベルト米大統領より全国復興庁(NRA)長官に任命された。 |
| 1934年 |      | Franklin D. Roosevelt (2) フランクリン・ルーズベルト | 1882–1945 | 1933年から1945年まで米大統領を務めた。1934年当時、ルーズベルトのニューディール政策が実を結び始めていた。 |
| 1935年 |      | Haile Selassie ハイレ・セラシエ1世                   | 1892–1975 | イタリア軍がエチオピアに侵攻し、第二次エチオピア戦争が始まった時のエチオピア皇帝。 |
| 1936年 |      | Wallis Simpson ウォリス・シンプソン                  | 1896–1986 | 1936年、イギリス国王エドワード8世は、シンプソンと結婚するために国王を退位した。 |
| 1937年 |      | Chiang Kai-shek 蔣介石                               | 1887–1975 | 1937年の日中戦争勃発時の中華民国の首相。表紙には妻の宋美齢とともに登場している。 |
| 1937年 |      | Soong Mei-ling 宋美齢                                | 1898–2003 | 1927年に蔣介石と結婚した。夫と共に「マン&ワイフ・オブ・ザ・イヤー」に選ばれた。 |
| 1938年 |      | Adolf Hitler アドルフ・ヒトラー                      | 1889–1945 | ドイツの首相として、1938年にオーストリアとズデーテン地方をドイツに編入した。表紙はヒトラーの肖像画ではなく、「ヒトラーは憎しみの賛歌を奏でる」と題されたルドルフ・フォン・リッパーのイラストが使われた。                 |
| 1939年 |      | Joseph Stalin ヨシフ・スターリン                     | 1878–1953 | ソビエト連邦共産党書記長であり、事実上のソ連の指導者。独ソ不可侵条約に調印し、ポーランドに侵攻した。 |
| 1940年 |      | Winston Churchill ウィンストン・チャーチル           | 1874–1965 | 1940年のダイナモ作戦とバトル・オブ・ブリテンの時のイギリスの首相。 |
| 1941年 |      | Franklin D. Roosevelt (3) フランクリン・ルーズベルト | 1882–1945 | 1941年の真珠湾攻撃、対日宣戦布告時の米大統領。編集者はダンボを"Mammal of the Year"として選出していたが、真珠湾攻撃を受けてすぐにルーズベルトに変更した。                                                                 |
| 1942年 |      | Joseph Stalin (2) ヨシフ・スターリン                 | 1878–1953 | ソ連共産党書記長兼ソ連首相。スターリングラード攻防戦を指揮した。 |
| 1943年 |      | George Marshall ジョージ・マーシャル                 | 1880–1959 | アメリカ陸軍参謀総長として、第二次世界大戦におけるアメリカの行動の組織化に尽力した。 |
| 1944年 |      | Dwight D.Eisenhower ドワイト・D・アイゼンハワー      | 1890–1969 | 1944年のオーヴァーロード作戦で欧州連合国最高司令官を務めた。 |
| 1945年 |      | Harry S. Truman ハリー・トルーマン                   | 1884–1972 | 1945年のフランクリン・ルーズベルトの死後、第33代アメリカ大統領に就任し、広島・長崎への原爆投下を承認した。 |
| 1946年 |      | James F. Byrnes ジェームズ・F・バーンズ              | 1879–1972 | 1946年イラン危機の際の米国務長官で、スターリンに対抗して強硬姿勢をとった。彼の演説「ドイツ政策の見直し」は、モーゲンソー・プランの経済政策を否定し、ドイツ人に未来への希望を与え、今後のアメリカの政策の方向性を示した。 |
| 1947年 |      | George Marshall (2) ジョージ・マーシャル             | 1880–1959 | 1947年に米国務長官に任命された。マーシャル・プランを策定した。 |
| 1948年 |      | Harry S. Truman (2) ハリー・トルーマン               | 1884–1972 | 1948年の大統領選挙で、敗北が広く予想されたが、トマス・E・デューイを破り再選された。これはアメリカの選挙史上最大の大番狂わせと考えられている。                                                                            |
| 1949年 |      | Winston Churchill (2) ウィンストン・チャーチル       | 1874–1965 | 第二次世界大戦でイギリスと連合国を勝利に導いた。「マン・オブ・ザ・ハーフ＝センチュリー（半世紀の男）」としての選出だが、1945年の総選挙で敗北し、このときには野党党首となっていた。                                       |
| 1950年 |      | The American fighting-man アメリカの兵士             |           | 朝鮮戦争に従軍したアメリカの兵士 |

### 1951年から1975年まで
| 年     | 画像 | 対象                                                 | 生没年    | 備考 |
| ------ | ---- | ---------------------------------------------------- | --------- | --- |
| 1951年 |      | Mohammad Mossadegh モハンマド・モサッデク            | 1882–1967 | 1951年にイランの首相に選出され、欧米の石油会社を追放したことでアーバーダーン危機が勃発した。 |
| 1952年 |      | Elizabeth II エリザベス2世                           | 1926-2022 | 1952年、父のジョージ6世の死去に伴い、イギリスおよび英連邦諸国の女王に即位した。 |
| 1953年 |      | Konrad Adenauer コンラート・アデナウアー             | 1876–1967 | 1953年、西ドイツの首相に再選された。 |
| 1954年 |      | John Foster Dulles ジョン・フォスター・ダレス        | 1888–1959 | 米国務長官として、1954年に東南アジア条約機構の構築に尽力した。 |
| 1955年 |      | Harlow Curtice ハーロー・カーティス                  | 1893–1962 | 1953年から1958年までゼネラルモーターズ(GM)の社長を務めた。1955年、GMは500万台の自動車を販売し、単年度で10億ドルを売り上げた最初の企業となった。 |
| 1956年 |      | The Hungarian freedom fighter ハンガリーの自由の戦士 |           | 1956年のハンガリー動乱でソビエト軍に戦いを挑み、鎮圧された一般市民。 |
| 1957年 |      | Nikita Khrushchev ニキータ・フルシチョフ             | 1894–1971 | 1957年、フルシチョフはソビエト連邦の指導力を強化し、最高会議幹部会のメンバーによる解任の陰謀を乗り越え、スプートニク1号の打ち上げにより宇宙開発競争を開幕させた。 |
| 1958年 |      | Charles de Gaulle シャルル・ド・ゴール               | 1890–1970 | 1958年5月にフランス首相に任命され、第四共和政崩壊と第五共和政の成立を経て、12月に大統領に選出された。 |
| 1959年 |      | Dwight D.Eisenhower (2) ドワイト・D・アイゼンハワー  | 1890–1969 | 第34代アメリカ大統領で、1953年から1961年まで在任した。 |
| 1960年 |      | U.S. Scientists アメリカの科学者                     |           | 表紙には代表して、ジョージ・ウェルズ・ビードル、チャールズ・スターク・ドレイパー、ジョン・フランクリン・エンダース、ドナルド・グレーザー、ジョシュア・レーダーバーグ、ウィラード・リビー、ライナス・ポーリング、エドワード・ミルズ・パーセル、イジドール・イザーク・ラービ、エミリオ・セグレ、ウィリアム・ショックレー、エドワード・テラー、チャールズ・タウンズ、ジェームズ・ヴァン・アレン、ロバート・バーンズ・ウッドワードが登場している。 |
| 1961年 |      | John F. Kennedy ジョン・F・ケネディ                  | 1917–1963 | 1961年にアメリカ大統領に就任し、アメリカの訓練を受けたキューバ人亡命者によるキューバ侵攻を命じたが、失敗に終わった。 |
| 1962   |      | Pope John XXIII 教皇ヨハネ23世                       | 1881–1963 | 1958年から1963年までローマ・カトリック教会の長を務めていた。1962年にはキューバ危機の仲裁役に志願し、双方から称賛を受けた。また、同年には第二バチカン公会議を発足させた。 |
| 1963年 |      | Martin Luther King Jr. マーティン・ルーサー・キング  | 1929–1968 | アフリカ系アメリカ人公民権運動の指導者。1963年に有名な"I Have a Dream"の演説を行った。 |
| 1964年 |      | Lyndon B. Johnson リンドン・ジョンソン               | 1908–1973 | 公民権法を成立させ、1964年の大統領選挙に勝利した。貧困との戦いを宣言した。ベトナム戦争へのアメリカの関与をエスカレートさせた。 |
| 1965年 |      | William Westmoreland ウィリアム・ウェストモーランド  | 1914–2005 | ベトナム戦争中の南ベトナムにおける米軍の司令官 |
| 1966年 |      | The Inheritor 後継者                                 |           | ベビーブーム世代の25歳以下のアメリカの男女。 |
| 1967年 |      | Lyndon B. Johnson (2) リンドン・ジョンソン           | 1908–1973 | 1963年から1969年までアメリカ大統領を務めた。 |
| 1968年 |      | The Apollo 8 astronauts アポロ8号の宇宙飛行士        |           | 1968年、アポロ8号の乗組員（ウィリアム・アンダース、フランク・ボーマン、ジム・ラヴェル）は、史上初めて地球低軌道を超えて月を周回し、翌年の初の有人月面着陸への道を切り開いた。 |
| 1969年 |      | The Middle Americans アメリカの中産階級              |           | サイレント・マジョリティ（物言わぬ多数派）にも言及している。 |
| 1970年 |      | Willy Brandt ヴィリー・ブラント                      | 1913–1992 | 西ドイツの首相として、東方外交を通じて東西の関係正常化を模索した。 |
| 1971年 |      | Richard Nixon リチャード・ニクソン                   | 1913–1994 | 1969年から1974年までアメリカ大統領を務めた。 |
| 1972年 |      | Richard Nixon (2) リチャード・ニクソン               | 1913–1994 | アメリカ大統領として初めて、1972年に中国を訪問した。その後、ソ連との間でSALT I条約を締結し、大統領選挙においてアメリカ史上最大級の地滑り的な勝利で再選を果たした。 |
| 1972年 |      | Henry Kissinger ヘンリー・キッシンジャー             | 1923-2023 | ニクソンの国家安全保障担当補佐官として、1972年に大統領と共に中国を訪れた。 |
| 1973年 |      | John Sirica ジョン・シリカ                           | 1904–1992 | 1973年、コロンビア特別区連邦地方裁判所の最高判事として、ニクソン大統領にウォーターゲート関連のホワイトハウスの会話の録音を引き渡すよう命じた。 |
| 1974年 |      | King Faisal ファイサル                               | 1906–1975 | サウジアラビア国王であるファイサルは、第四次中東戦争の際に欧米のイスラエル支援に抗議して、サウジアラビアの石油を市場から撤退させ、これにより第1次オイルショックが発生した。 |
| 1975年 |      | American women アメリカの女性たち                    |           | 表紙には代表して、スーザン・ブラウンミラー（フェミニスト）、キャスリーン・バイアリー（女性初のアメリカ海軍士官）、アリソン・チーク（女性初の米国聖公会叙任司祭）、ジル・カー・コンウェイ（女性初のスミス大学学長）、ベティ・フォード（フォード大統領夫人）、エラ・グラッソ（女性初のコネチカット州知事）、カーラ・アンダーソン・ヒルズ（女性初の住宅都市開発長官）、バーバラ・ジョーダン（アメリカ南部の黒人女性初の下院議員）、ビリー・ジーン・キング（テニス選手）、キャロル・サットン（女性初の日刊新聞『The Courier-Journal』編集長、スージー・シャープ（女性初のノースカロライナ州最高裁判所首席判事）、アディ・L・ワイアット（労働運動家）が登場している。 |